# Maroncourt
Maroncourt is een gemeente in het Franse departement Vosges (regio Grand Est) en telt 11 inwoners (2009). De plaats maakt deel uit van het arrondissement Épinal.

## Geografie
De oppervlakte van Maroncourt bedraagt 2,3 km², de bevolkingsdichtheid is dus 4,8 inwoners per km².
De onderstaande kaart toont de ligging van Maroncourt met de belangrijkste infrastructuur en aangrenzende gemeenten.

## Demografie
Onderstaande figuur toont het verloop van het inwonertal (bron: INSEE-tellingen).